# قسم سررود الشمالي الريفي (مقاطعة بوير احمد)
قسم سررود الشمالي الريفي (بالفارسية: دهستان سررود شمالی) هي منطقة ريفية تقع في إيران في قسم. يقدر عدد سكانها بـ 25,908 نسمة .